# PWS-10
PWS-10 là một loại máy bay tiêm kích của Ba Lan, do hãng PWS (Podlaska Wytwórnia Samolotów – Nhà máy chế tạo máy bay Podlasie). Nó là máy bay tiêm kích đầu tiên do Ba Lan chế tạo đưa vào sản xuất hàng loạt.

## Biến thể
- PWS-10: Máy bay tiêm kích hai tầng cánh.
- PWS-10M: Định danh gốc của PWS-10.
- PWS-15: PWS-10 với cánh mới, chỉ có 1 chiếc hoán cải, không thành công.

## Quốc gia sử dụng
Poland
- Không quân Ba Lan

 Nhà nước Tây Ban Nha
- Không quân Tây Ban Nha

## Tính năng kỹ chiến thuật
Đặc điểm tổng quát
- Kíp lái: 1
- Chiều dài: 7,7 m ()
- Sải cánh: 10,5 m ()
- Chiều cao: 2,9 m ()
- Diện tích cánh: 18,25 m² (ft²)
- Trọng lượng rỗng: 1113 kg ()
- Trọng lượng có tải: 1500 kg ()
- Trọng tải có ích: 387 kg ()
- Trọng lượng cất cánh tối đa: 1550 kg ()
- Động cơ: 1 × Lorraine-Dietrich 12Eb, 478 hp ()

 Hiệu suất bay 
- Vận tốc cực đại: 240 km/h
- Vận tốc hành trình: 215 km/h
- Tầm bay: 520 km ()
- Trần bay: 5.900 m ()
- Vận tốc lên cao: 5,8 m/s ()
- Tải trên cánh: 82,3 kg/m² ()

Trang bị vũ khí

2 x súng máy Vickers 7,7 mm